# Khawaja Abd al-Samad
Khwaja ʿAbd al-Samad, noto anche come Hvaga 'Abdu's-Samad (Shiraz, ... – 1593), è stato un pittore, calligrafo e miniatore persiano.

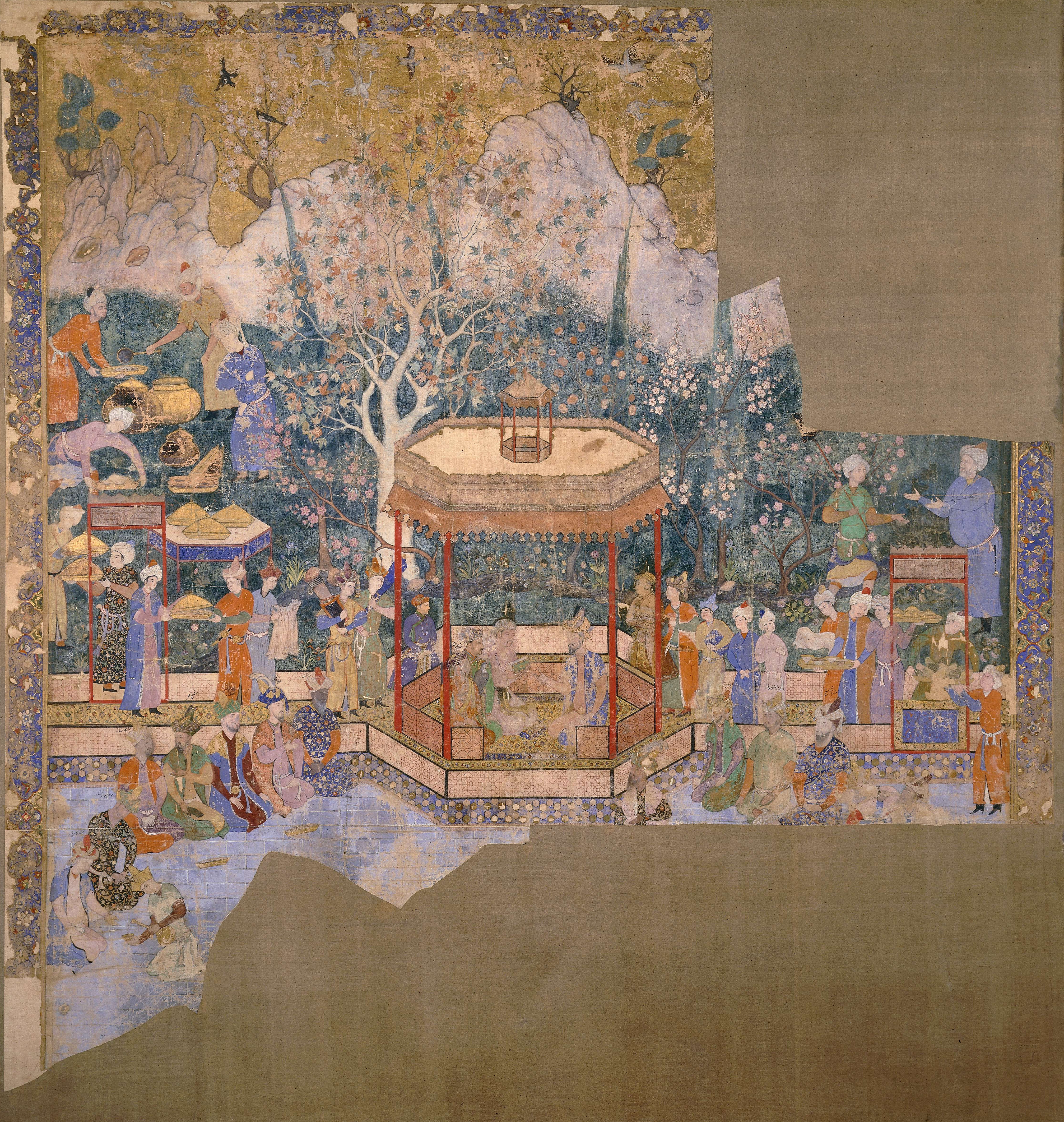
Miniatura attribuita a ʿAbd al-Samad

Le informazioni biografiche sono imprecise, però fonti indiane lo indicano come originario della Persia meridionale ed attestano che già nel 1555 era noto sia come calligrafo sia come pittore; quattro anni dopo si trasferì a Kabul dall'imperatore Humayun, che assieme al figlio prese da lui lezioni di pittura. Questo fu uno degli avvenimenti che agevolò la diffusione della scuola di pittura Moghul sul territorio indiano.
La sua notevole abilità di calligrafo gli valse l'appellativo di "dolce penna" (Sirin-qalam).
La sua produzione attestata come pittore è piuttosto scarna e comprende solo miniature e partendo proprio da queste, i critici d'arte hanno cercato di assegnargli anche un repertorio di opere allargato. Quel che sembra certo è che l'artista seguì le linee della scuola Moghul per tutta la carriera e solamente in tarda età si aprì al gusto indiano.
La Biblioteca Imperiale di Teheran conserva le sue miniature più importanti, tra le quali una raffigurante un paesaggio e due giovani, uno che suona e l'altro che dipinge (1551), un'altra descrivente un giovane che canta le lodi di Dio. Non mancano le miniature ricche di elementi e personaggi in costume indiano, come quella intitolata Caccia al cervo oppure lo Staffiere che conduce il cavallo.
Una buona parte delle opere di Samad può essere visionato nelle illustrazioni rintracciate in un antico manoscritto, risalente al 1595 ed attualmente conservato al British Museum.